# آنتونیو ویوارینی
آنتونیو ویوارینی (انگلیسی: Antonio Vivarini; تاریخ ورودی نامعتبر است – ۳ مهٔ ۱۴۸۰) نقاش اهل جمهوری ونیز بود.